# Sân bay quốc tế Manuel Crescencio Rejón

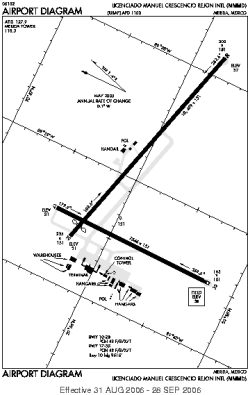
Sơ đồ sân bay Merida

Sân bay quốc tế Manuel Crescencio Rejón (IATA: MID, ICAO: MMMD) là một sân bay ở thành phố Mérida, Yucatán, Mêhicô. Sân bay này nằm ở rìa phía nam của thành phố này.
Sân bay này có thể hoạt động 24/24 h trong ngày, có thể phục vụ các máy bay lớn như Boeing 747 và 777.
Sân bay này đã được cải tạo trong giai đoạn từ năm 1999 đến năm 2001. Đây là sân bay lớn thứ hai của (Aeropuertos Del Sureste) về mặt lưu lượng khách.
Năm 2006, sân bay này đã phục vụ hơn 1 triệu lượt khách.

## Các hãng hàng không và các tuyến điểm

### Hàng lang A
- ALMA de Mexico (Cancún, Guadalajara, Tuxtla Gutiérrez, Villahermosa)
- Aviacsa (Thành phố Mexico)
- Magnicharters (Thành phố Mexico)
- Mexicana (Thành phố Mexico)
  - Click Mexicana (Thành phố Mexico)
- Viva Aerobus (Monterrey)
- Volaris (Guadalajara, Toluca)

### Hành lang B
- Aeroméxico (Thành phố Mexico, Miami)
  - Aeroméxico Connect (Ciudad del Carmen, Guadalajara, Thành phố Mexico, Monterrey, Veracruz, Villahermosa)
- Continental Airlines (Houston-Intercontinental)
- Neos (Milan-Malpensa) [Charter]
- Skyservice (Toronto-Pearson) [theo mùa]

## Các hãng vận tải hàng hóa
- Amerijet (Miami, Cancun, Belize)
- Estafeta (Miami, Cancun, Thành phố Mexico)
- DHL
- Mas Air Cargo
- Regional Cargo (Cancun,Villahermosa)